# 比爾·貝克 (冰球員)
比尔·贝克（英語：Bill Baker，1956年11月29日—），美国男子冰球运动员，场上位置是后卫。他曾代表美国国家队参加1980年冬季奥林匹克运动会冰球比赛，获得一枚金牌。